# Polystira florencae
Polystira florencae är en snäckart som beskrevs av Bartsch 1934. Polystira florencae ingår i släktet Polystira och familjen Turridae. Inga underarter finns listade i Catalogue of Life.